# Duck-on-a-rock
Duck on a rock è un antico gioco per bambini.

## Modalità di gioco
Duck on a rock è un gioco che ha unito tag e tiro. Si gioca posizionando una pietra piuttosto grande (indicata come duck, anatra in inglese) su un'altra pietra o un ceppo d'albero. Un giocatore rimane vicino alla pietra di guardia. Gli altri lanciano sassi contro l'oggetto, nel tentativo di farlo cadere dalla piattaforma. Una volta che viene buttato a terra, i lanciatori devono recuperare le loro pietre in fretta. Se un giocatore viene preso prima di tornare alla linea di tiro con la propria pietra, diventa la guardia. La guardia non può cercare di prendere alcun lanciatore finché l'anatra è sulla piattaforma e, dopo che questa è stata abbattuta, non può inseguire nessuno fino a quando non l'abbia riposizionata sulla piattaforma.
Recenti scoperte suggeriscono che la pallacanestro possa essere stata influenzata da questo gioco.